# Rosana Rodríguez López
Rosana Rodríguez López   (Galícia, segle XX) és una matemàtica gallega especialitzada en els camps de les equacions diferencials funcionals, les equacions diferencials d'ordre fraccionari, i les tècniques d'anàlisi en matemàtica difusa.
Rodríguez va realitzar els seus estudis a la Universitat de Santiago de Compostel·la. Es doctorà el 2005 amb una tesi -Solucions periòdiques per a equacions diferencials no lineals- dirigida per Juan José Nieto. Va rebre el reconeixement de la comunitat matemàtica en publicar el 2005, a la revista Order l'article “Contractive Mapping Theorems in Partially Ordered Sets and Applications to Ordinary Differential Equations”. Amb més de setanta treballs publicats, Rodríguez és una de les matemàtiques més citades per altres científics.
El treball de Rodríguez és d'aplicació en diferents àmbits, com biologia, medicina, processos de decisió, lingüística o física.
A més de l'activitat investigadora, Rodríguez s'ha dedicat a l'ensenyament; va ser professora de secundària i és professora del Departament de Estadística, Anàlisi Matemàtic i Optimització de la Universitat de Santiago de Compostela. També ha desenvolupat tasques de divulgació, principalment a Santiago.